# Col·lector (motor elèctric)
|  | No s'ha de confondre amb Commutador (motor elèctric). |

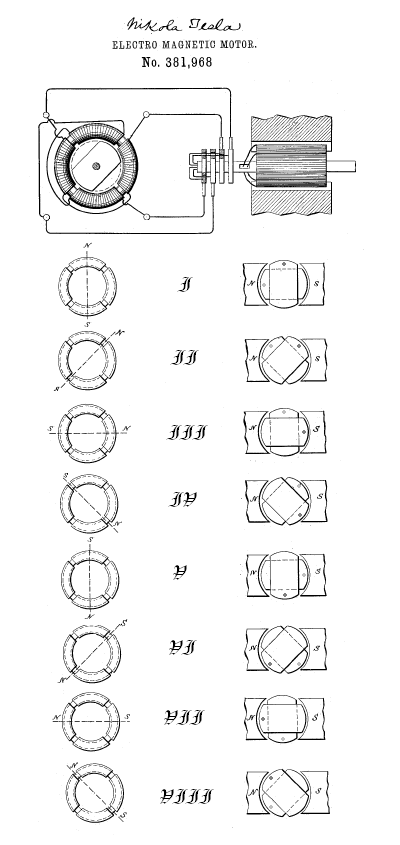
Patent Tesla (U.S. Patent 381968) d'un motor bifàsic amb un col·lector de quatre anells.

En enginyeria elèctrica, un col·lector  és un acoblament rotatiu per a establir una connexió elèctrica amb el rotor d'un motor elèctric o un generador elèctric. Es troben normalment en màquines elèctriques de corrent altern com generadors, alternadors, turbines de vent, en les quals connecta el corrent inductor del camp magnètic o excitació amb el bobinat del rotor. En el cas especial de les màquines elèctriques de corrent continu (motors i generadors) s'empra un commutador. Com a regla general, es tenen tants anells col·lectors com bobines hi hagi, és a dir, com a fases tingui el sistema.
En termes generals un col·lector s'empra per a transmetre d'una forma contínua: energia elèctrica, senyals o dades des d'una font estacionària a una destinació rotativa, o viceversa. Hi ha disponible una àmplia varietat de configuracions, tipus de terminals i materials per ajustar-se a cada tipus d'aplicació.

Un motor elèctric amb els seus col·lectors.

## Col·lector d'anells
Reben el nom d'anells rotatoris, anells lliscants (de l'anglès  slip ring ),  interfícies elèctriques rotatives ,  connectors elèctrics rotatius  o  junta elèctrica rotativa . En aquest cas el col·lector consisteix en un anell o corona circular conductiva muntada concèntricament sobre un eix i aïllada d'ell. Les connexions elèctriques des de la part rotativa del sistema, com el rotor d'un generador, es connecten amb l'anell mitjançant escombretes. Les connexions fixes o escombretes estan en contacte amb l'anell, transferint l'energia elèctrica de l'exterior, a la part rotativa del sistema.
Aquest sistema és similar als commutadors amb escombretes, que empren diversos tipus de motors de corrent continu. Mentre que els col·lectors són continus, els commutadors són segmentats, ja que a diferència dels primers dels quals s'usen en AC, aquests s'usen en DC on el corrent no canvia de sentit pel que fa al temps, així, s'han d'usar només meitats d'anells per invertir el corrent. Per això, els termes no han de ser usats intercanviable. Els col·lectors també són usats en aplicacions on energia elèctrica o senyals han de ser transmeses a un dispositiu rotatiu, tal com un far d'aeròdrom, tanc rotatiu, retroexcavadora o radiotelescopi. Sovint transformadors rotatius en comptes de col·lectors en situacions d'alta velocitat o baixa fricció.ey

## Col·lector de bany de mercuri
Els col·lectors amb bany de mercuri, coneguts per la seva baixa resistència i la seva connexió estable, usen un principi diferent que reemplaça el contacte lliscant de l'escombreta per un llit de metall líquid molecularment adherit als contactes. Durant la rotació, el metall líquid manté la connexió elèctrica entre els contactes rotatius i els estacionaris. No obstant això, l'ús de mercuri planteja problemes de seguretat, pel fet que és una substància tòxica. Si una aplicació de col·lector involucra la fabricació o processament d'aliments, equips farmacèutics o qualsevol altre ús on la contaminació podria ser un greu perill, caldria llavors triar contactes de metalls preciosos. La filtració del mercuri i la contaminació resultant podria ser extremadament perillosa.